# HMS Kipling
HMS „Kipling ” – brytyjski niszczyciel z okresu II wojny światowej, należący do typu K (J/K/N), w służbie Royal Navy w latach 1939–1942. Nosił znak taktyczny F91. Służył głównie na Morzu Śródziemnym, gdzie został
zatopiony przez lotnictwo niemieckie 11 maja 1942.
Za przebieg służby HMS „Kipling” otrzymał 7 wyróżnień bitewnych (battle honours): Atlantyk 1939, Norwegia 1940, bitwa o Kretę 1941, Morze Śródziemne 1941, konwoje maltańskie 1941-1942, Libia 1941-1942, II bitwa pod Syrtą 1942.

## Budowa
Stępkę pod budowę okrętu położono 26 października 1937 w stoczni Yarrow & Company w Scotstoun w Glasgow w Szkocji, kadłub wodowano 19 stycznia 1939. Okręt miał być ukończony we wrześniu, lecz kłopoty z turbinami spowodowały, że wszedł do służby w Royal Navy 22 grudnia 1939. W tej samej stoczni budowano też równocześnie niszczyciel HMS „Jupiter” identycznego typu J.

## Służba

### Morze Północne 1939–1940
„Kipling” 18 stycznia 1940 wszedł w skład 10. Dywizjonu 5. Flotylli Niszczycieli, dowodzonej przez kmdra Louisa Mountbattena, grupującej okręty typu K. Flotylla ta wchodziła w skład Floty Metropolii (Home Fleet), bazując początkowo głównie w Scapa Flow. Przez pierwsze miesiące razem z niszczycielami flotylli przeważnie patrolował i eskortował konwoje na Morzu Północnym, kilkakrotnie też atakował bezskutecznie okręty podwodne. 15 lutego 1940 uratował 12 ludzi z duńskich parowców „Sleipner” i „Rhone” zatopionych przez U-Boota U-14. Od marca do połowy kwietnia „Kipling” był naprawiany w Tyne. Wziął następnie udział w kampanii w Norwegii, osłaniając 17 kwietnia krążownik ciężki HMS „Suffolk” bombardujący lotnisko koło Stavanger (wraz z HMS „Hereward”, „Janus” i „Juno”). W wyniku następującego niemieckiego nalotu „Kipling” został lekko uszkodzony dwoma bliskimi wybuchami bomb („Suffolk” – poważnie uszkodzony), po czym od 22 kwietnia do 16 lipca 1940 „Kipling” był remontowany w Southampton.
Po remoncie „Kipling” powrócił do zadań eskortowych i patrolowania na północy Wielkiej Brytanii. Pod koniec września został przydzielony do Dowództwa Zachodnich Podejść (m.in. z HMS „Jackal” i „Jupiter”). W nocy 11–12 października 1940 wziął udział w operacji Medium, ostrzeliwując port w Cherbourgu z pancernikiem HMS „Revenge” i niszczycielami 5. Flotylli. W nocy 17-18 października wraz z niszczycielami 5. Flotylli i krążownikami HMS „Newcastle” i „Emerald” wziął udział w potyczce z niemieckimi niszczycielami „Hans Lody”, „Karl Galster” i „Friedrich Ihn” na dużej odległości, bez strat po obu stronach. Oprócz zadań eskortowych, kilkakrotnie od grudnia 1940 do marca 1941 osłaniał akcje stawiania min.

### Morze Śródziemne 1941-1942
W kwietniu 1941 „Kipling” został przeniesiony z 5. Flotyllą oraz krążownikiem HMS „Dido” i stawiaczem min HMS „Abdiel” do Floty Śródziemnomorskiej i 28 kwietnia dotarł na Maltę, w osłonie operacji Dunlop dostarczenia samolotów na Maltę z Gibraltaru. Na Malcie został włączony do Zespołu K (Force K) dowodzonego przez Louisa Mountbattena, działającego przeciwko żegludze pomiędzy Włochami a Afryką (w jego skład wchodziły wówczas niszczyciele HMS „Kelly”, „Kelvin”, „Kipling”, „Kashmir”, „Jackal”, „Jersey” i krążownik „Gloucester”). Już 2 maja, po uszkodzeniu na minie niszczyciela „Jersey”, blokującego wejście do portu, „Gloucester”, „Kipling” i „Kashmir” odesłano do Gibraltaru. Powróciły one na Maltę z konwojem operacji Tiger. 10 maja 1941 „Kipling” wraz z „Jackal”, „Jersey”, „Kelly”, „Kashmir” i „Kelvin” bombardował Benghazi, po czym okręty były atakowane nieskutecznie przez samoloty niemieckie.
Od 21 maja 1941 „Kipling” z zespołem K uczestniczył w bitwie o Kretę, przydzielony do zespołu A-1. 23 maja brał udział w patrolu na południe od Krety z niszczycielami HMS „Kelly” i „Kashmir”, lecz na skutek awarii steru, odłączył się od nich, przez co ominął go nalot niemieckich bombowców, które zatopiły pozostałe okręty. „Kipling”, który nadszedł później, uratował ponad 270 rozbitków z obu okrętów, lecz podczas operacji dziób półzatopionego „Kelly” przedziurawił jego kadłub i zbiorniki paliwa, powodując przechył. 70 mil przed Aleksandrią 24 maja „Kiplingowi” skończyło się paliwo, lecz po uzupełnieniu go ze stawiacza sieci „Protector”, doszedł do portu. Został następnie skierowany na remont do Suezu (do końca czerwca). Po remoncie wszedł w skład 7. Flotylli Niszczycieli.
W sierpniu „Kipling” dowoził posiłki na Cypr (operacja Guillotine). Działał następnie pod oblężonym Tobrukiem, m.in. nocą 17/18 sierpnia dowoził tam zaopatrzenie wraz z „Nizam”, a 20/21, 24/25 i 27/28 sierpnia brał udział w przetransportowaniu do Tobruku polskiej Samodzielnej Brygady Strzelców Karpackich (operacja Treacle). 8 września 1941, dowożąc zaopatrzenie do Tobruku, został lekko uszkodzony koło Tobruku bliskimi wybuchami bomb lotniczych (wraz z HMS „Decoy” i „Kimberley”). Podczas operacji dowozu posiłków na Cypr (operacja Glencoe) 2 listopada, „Kipling” uległ awarii i został odholowany przez niszczyciele HMS „Jackal” i „Decoy” do Aleksandrii. Nocami 13/14 i 16/17 listopada „Kipling” dowoził do Tobruku zaopatrzenie w ramach operacji Approach, przy tym 13 listopada na jego pokładzie  przybył tam na inspekcję gen. Władysław Sikorski. 18 listopada „Kipling” brał udział w operacji głównych sił floty Chieftain (dywersyjnej dla konwoju maltańskiego Crusader), po czym tego dnia wraz z krążownikami „Naiad” i „Euryalus” i niszczycielem „Jackal” bombardował fortyfikacje Halfaya koło Tobruku. 1 grudnia 1941 wziął udział w bezskutecznej próbie przechwycenia włoskich niszczycieli pod Derną (z niszczycielami „Jervis”, „Jaguar” i „Jackal”). 16 grudnia eskortował transportowiec „Breconshire” z Aleksandrii na Maltę i 17 grudnia wziął udział w I bitwie w zatoce Syrta, podczas której został lekko uszkodzony bliskim wybuchem niemieckiej bomby lotniczej.
28 grudnia „Kipling”, w osłonie konwoju AT-6 wracającego z Tobruku, zatopił koło Matruh niemiecki okręt podwodny U-75 (który zatopił wcześniej statek „Volo”), po czym wraz z niszczycielem HMS „Legion” uratował 30 członków jego załogi (dzień wcześniej niszczyciele te bezskutecznie poszukiwały U-559, który zatopił statek „Warszawa”).
W styczniu 1942 brał udział w operacjach konwojowych MF-2, MF-3 i MF-4 na Maltę. 11 marca 1942 wziął udział w ratowaniu rozbitków z zatopionego krążownika HMS „Naiad”. 22 marca 1942 brał udział w II bitwie pod Syrtą, w osłonie konwoju na Maltę MW-10, nie dopuszczając przeważających włoskich sił do konwoju.
11 maja 1942 brał udział w nieudanym wypadzie z HMS „Jervis”, „Jackal” i „Lively” przeciw włoskiemu konwojowi, podczas którego „Kipling”, „Jackal” i „Lively” zostały zatopione przez niemieckie lotnictwo. „Kipling” zatonął 85 mil na północny zachód od Mersa Matruh, na pozycji 32°38′N 26°20′E/32,633333 26,333333. Zginęło 24 członków załogi, pozostali zostali uratowani przez „Jervis”.
Dowódcy:
- 1939 – 11 maja 1942: Lt Cdr (kmdr ppor) A. St Clair-Ford

## Dane techniczne

### Uzbrojenie
Uwaga – dane dotyczące uzbrojenia i wyposażenia odnoszą się ogólnie do okrętów typu K, daty zmian w przypadku konkretnego okrętu są orientacyjne.
- 6 dział 120 mm QF Mk XII na podwójnych podstawach CP Mk XIX, osłoniętych maskami (3xII)
  - długość lufy: L/45 (45 kalibrów), donośność maksymalna 15 520 m, kąt podniesienia +40°, masa pocisku 22,7 kg
- 1 działo plot 102 mm QF Mk V na podstawie HA Mk III (od  1940/41 zamiast aparatu torpedowego)
  - długość lufy: L/45, kąt podniesienia +80°, masa pocisku 14,06 kg
- 4 automatyczne armaty przeciwlotnicze 40 mm Vickers Mk VIII („pom-pom”) poczwórnie sprzężone na podstawie Mk VII (1xIV)
- 2-4 automatycznych działek plot 20 mm Oerlikon 20 mm (od 1941, ilość stopniowo wzrastała, 2xI do 4xI zamiast wkm)
- 8 wkm plot 12,7 mm Vickers Mk III (2xIV) (do 1941)
- 10 wyrzutni torpedowych 533 mm w dwóch aparatach torpedowych PR Mk II (2xV), 10 torped Mk IX (od 1940/41 – 5 wyrzutni)
- 1 zrzutnia na 6 bomb i 2 miotacze bomb głębinowych (20 bomb głębinowych)

Wyposażenie
- hydrolokator
- system kierowania ogniem artylerii: dalocelownik (DCT) i główny dalmierz (na nadbudówce dziobowej)
- radar dozoru ogólnego Typ 286 (od ok. 1941, na głównym maszcie)
- radar kierowania ogniem plot Typ 285 (od ok. 1941, na stanowisku dalmierza)